# The Blue Van
The Blue Van est un groupe de blues rock danois, originaire de Brønderslev. Il est constitué de Steffen Westmark (chant et guitare), Søren Christensen (clavier, chant et guitare), Allan Villadsen (basse) et de Per Jørgensen (batterie et chant).

## Biographie
Le groupe se forme à Brønderslev en Danemark, mais il se déplace rapidement vers la capitale Copenhague où il enregistre premièrement deux EP. En avril 2005, The Blue Van sort son premier album The Art of Rolling. Le groupe gagne une renommée aux États-Unis grâce principalement à des spectacles à New York. Vers 2003, le groupe attire l'intérêt du label indépendant Iceberg Records, puis publie en 2004 l'EP Beatsellers. Il est diffusé sur les radios universitaires américaines, et attire l'intérêt du label local TVT Records.
Leur deuxième album, intitulé Dear Independence, sort en octobre 2006. Pour promouvoir l'album le groupe réalise de nombreuses tournées, notamment avec le groupe australien Jet. Leur troisième album, Man Up, sort en octobre 2008 ; les titres Silly Boy, Man Up et I'm a Man connaissent alors du succès et ont été beaucoup utilisés dans des séries télévisées. Certaines chansons font leur apparition dans des publicités ou dans des jeux vidéo.
The Blue Van sort en septembre 2010 l'album Love Shot. La chanson Love Shot est utilisée dans le film Magic Mike de Steven Soderbergh.
Le groupe publie son cinquième album, intitulé Would You Change Your Life?, en 2013. Entre mi-2014 et fin 2015, 10 singles et leurs clips respectifs (réalisés par Daniel Buchwald) sont publiés sur le web. En décembre 2015, un coffret intitulé Letters, qui comprend deux vinyles, un livre, un CD et un DVD, en plus de 10 reprises. Le groupe organise son concert spécial 20 ans The Blue Van 20th au Pumpehuset de Copenhague le 21 avril 2016.

## Discographie
- 2000 : The Machines and Sunbeams
- 2001 : Supervantastic
- 2004 : Bestseller
- 2005 : The Art of Rolling
- 2006 : Dear Independence
- 2008 : Man Up
- 2010 : Love Shot
- 2013 : Would you Change Your Life?